# Imma porpanthes
Imma porpanthes är en fjärilsart som beskrevs av Edward Meyrick 1906. Imma porpanthes ingår i släktet Imma och familjen Immidae. Inga underarter finns listade i Catalogue of Life.